# Malteserkatze

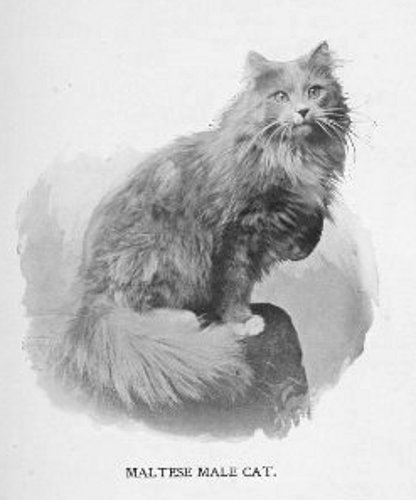
Malteser-Kater, 1898

Die Malteserkatze ist die hellgrau-blaue Variante der historischen langhaarigen Angorakatze.

## Historische Bezeichnungen für blau-graue Langhaarkatzen
Vor Beginn der Katzenzucht in Großbritannien Anfang des 20. Jh. wurden Langhaarkatzen allgemein als Angorakatze bezeichnet und ihnen nach der Fellfarbe u. a. geografische Herkunftsnamen verliehen.
Nachdem seit dem 17. Jh. zu Beginn der Seefahrerzeit außergewöhnliche Exemplare zunächst aus Vorderasien, später auch in Zusammenhang mit dem Bau der Transsibirischen Eisenbahn aus China und dem Russischen Kaiserreich den Weg als Hauskatze in europäische Aristokratische Adelshäuser fanden, wurden einfarbige, langhaarige,
- weiße Katzen aus der Angora-Region des Osmanischen Reiches Angorakatzen,
- dunkel blau-graue Angorakatzen aus Russland Russische Katzen und/oder Kartäuser,
- hellgrau-blaue Angorakatzen Malteser
- gelbe Angorakatzen aus China Chinesische Katzen

genannt.

## Geschichte
Die Insel Malta war von 870 bis 1090 von den Arabern besetzt, die der Insel den Namen gaben und den Islam einführten. Da die Angorakatze ihren Ursprung im Fruchtbaren Halbmond hatte, und auch von Mohammed berichtet wird, dass er derartige Katzen hielt, wäre es naheliegend, dass die Araber diese Katze mit auf die Insel brachten. Ebenso ist möglich, dass die Osmanen die Katzen während ihrer Belagerung Maltas Mitte des 16. Jh. mit auf die Insel brachten. Im Gegensatz zum katholischen Malteser-Ritterorden, zuvor Johanniterorden, der im Mittelalter noch Katzen verfolgte, da ihnen Hexerei nachgesagt wurde, hielt man die Angorakatze im Osmanischen Reich in der angorischen Region, heute Ankara, als Hauskatze.
Noch 1902 war diese besondere helle blaue Farbe, die von grau und blau noch unterschieden wurde, bei der führenden Vertreterin der englische Katzenzucht Marie Frances Simpson unbekannt, wie sie in ihrem Buch Cats and all about them beschreibt. Jedoch wurde sie bereits einige Jahrzehnte zuvor in Spanien und Amerika beschrieben.
In spanischer Fachliteratur heißt es: „Die zweite Sorte ist die maltesische Kartäuserkatze mit aschfahler Farbe und einigen weißen Haaren.“. Robert Kent James beschreibt auf S. 54 in seinem Buch The Angora Cat 1898 die vorherrschenden Solid-Farben der Angorakatze mit : „schwarz, braun, blau, maltese, Büffelleder (engl. buff) und grau“.  Mitte des 19. Jh. gab es von Malta aus eine größere Auswanderungswelle, in dessen Zuge auch derartige Katzen nach Amerika gelangt sein können, bevor sie in England bekannt wurden. Nachweisbare Erwähnung in der amerikanischen Literatur fand die Malteser-Katze 1848, in der von einem hellen Opossum-artigen Fell berichtet wird, auch 1858 in der monatlich erscheinende Zeitschrift The Ladies 'Repository.
Die Herkunft einer dunkelgrauen Langhaarkatze aus dem Chorassan, einer östlichen Region des früheren Persien, heute Iran, damals als Khorassan oder Persische Katze bezeichnet, ist laut Encyclopædia Iranica widerlegt.

## Herkunft des Namens

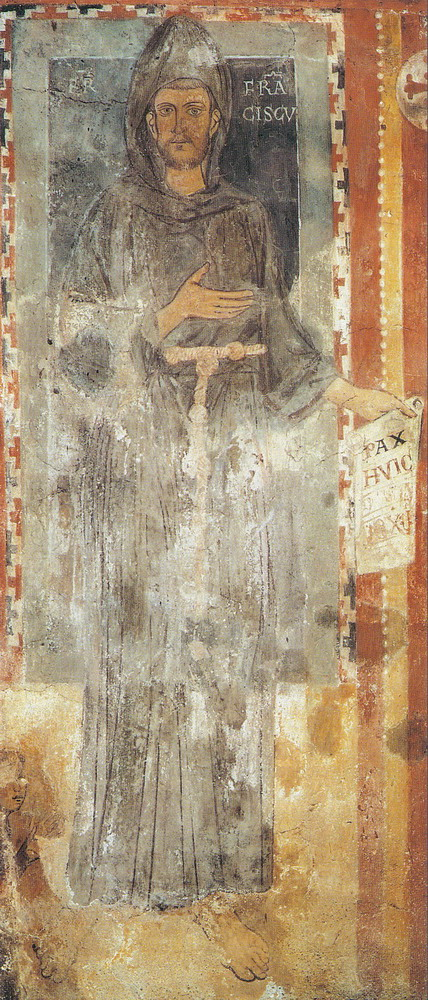
Blau-Graue Mönchskutte

Da die, bis auf geringe weiße Abzeichen an Brust, Bauch, Pfoten und Schnauze, durchgängig hellen grauen oder grau-blauen Katzen ohne Tabby-Zeichnung eine ähnliche Farbe wie die damals weit verbreiteten Mönchskutten der Ordensgemeinschaften wie der Kartäuser-Orden oder Malteser-Orden hatten, wurde im allgemeinen Sprachgebrauch bald deren Bezeichnung für die Fellfarbe dieser Tiere verwendet. Eine Herkunft vom semitischen Wort màlat ist jedoch ebenso denkbar, welches Zuflucht oder Hafen bedeutet. Interessant dabei ist, dass unter Verwendung der ersten Silbe malik im Semitischen König bedeutet. Der Wortstamm ist auch im Namen der Insel Malta enthalten, von der womöglich die ersten derartigen Katzen nach Großbritannien gebracht wurden, da die Insel ab 1814 britische Kronkolonie wurde. Isoliertes Vorkommen, insbesondere auf einer Insel, festigt Erbanlagen, so dass sich über Generationen diese Fellfarbe manifestieren konnte, zumal Malta insbesondere aus blauem Kalkstein besteht, der als hervorragende Tarnung gedient haben könnte. Es ist daher möglich, dass diese ansonsten seltener als die weiße Angorakatze vorkommende Katze nach deren Import nach Europa wegen ihres Vorkommens in diesem besonderen Sprachgebiet ihren Namen erhielt, ebenso, wie die Kartäuser nach dem gleichbedeutenden lateinischen Cartausia oder in der französischen Variante Chartreux benannt wurden. Der Autor und Illustrator zahlreicher Tierbücher Jean Bungartz zählt 1896 in seinem Illustrierten Katzenbuch die Karthäuser-Katze  „zu den prächtigsten Tieren“, die vom Charakter etwas phlegmatisch wie die übrigen langhaarigen Katzen, die Angorakatze oder die Chinesische Katze, sei. Er beschreibt außer den vorher Genannten identische Katzen, die Island- oder Kumanische Katze genannt werden. Die Islandkatze soll eine schöne blaugraue Färbung, die Kumanische Katze soll aus dem Kaukasusgebirge, dem Grenzgebirge Russlands stammen, was heute auch für die Angorakatze angenommen wird, und weiß, schwarz oder rostrot gewesen sein. Bungartz beschreibt jedoch die angebliche Herkunft der Angorakatze aus Hochasien, der westlichen Tibetregion.

## Heutige Bezeichnung für grau-blaue Katzen
Heute kommt die Bezeichnung Kartäuserkatze im Volksmund nur noch bei den Kurzhaar-Katzen  Chartreux sowie Russisch Blau, die offensichtlich von aus Russland eingeführten Katzen stammt, vor. Der Begriff Malteserkatze wurde im Zuge der beginnenden Katzenzucht Anfang des 20. Jh. durch Umbenennung der Angorakatze in Perserkatze ebenso nicht mehr verwendet – vergl. Geschichte der Angorakatze. Einzig das Projekt Arche Angorakatze widmet sich mit dem Ziel „Zurück zum Ursprung“ der Abbildzucht der alten langhaarigen, blauen Angorakatzen-Sorte Malteserkatze.

## Aussehen

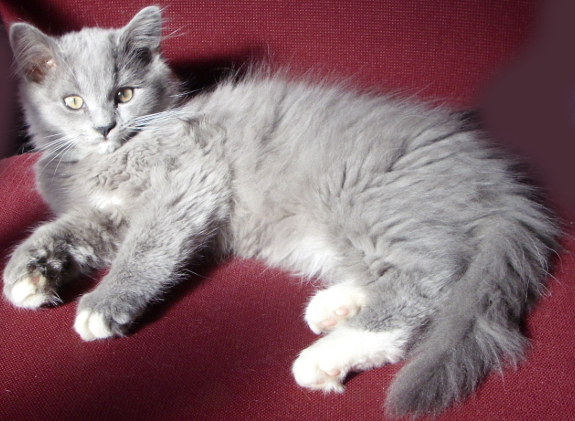
Malteserkatze Jungtier

Die Malteserkatze ist eine mittelgroße Katze mit leicht rechteckigem Rahmen auf nicht zu kurzen Beinen. Der Kopf ist stumpf trapezförmig mit kleiner Schnauze und mittellanger, gerader Nase. Die mittelgroßen, abgerundeten Ohren bilden mit der Nasenspitze ein gleichseitiges Dreieck. Die leicht schräg gestellten Augen sind gelb-grün, grün oder gelb. Das halblanghaarige Fell ist einfarbig blaugrau mit sehr geringen weißen Abzeichen an den Pfoten, Bauch, Brust und Schnauze. Ein Silberanteil ist vorstellbar.

## Genetik
Die blaue Fell-Farbe wird durch einen Diluter (=Verdünner; d/d genannt) des schwarzen Eumelanin  zu blau verdünnt. Das Gen, das durch eine Mutation den Diluter darstellt, wurde als MLPH (Melanophilin) identifiziert. Dies verursacht vergrößerte Pigmentgranula, die ungleich im Haarschaft verteilt werden. Dadurch kommt es zu einer verminderten Lichtabsorption und so zu einer Aufhellung des Fells. Es wird autosomal rezessiv vererbt. Daneben kann das Inhibitor-Gen I wirken, welches durch Unterdrückung von Pigmentierung eine Zweifarbigkeit des einzelnen Haares bewirkt und damit das Fell optisch weiter aufhellt.